# Saoud al-Qahtani
Saud bin Abdullah al-Qahtani, né le 7 juin 1978 à Riyad, est un consultant saoudien et un ancien conseiller de la cour royale. 
Avant son licenciement à la fin de 2018, il était conseiller juridique auprès du roi Abdallah et consultant en médias auprès du prince héritier Mohammed ben Salmane. Son poste officiel est celui de superviseur général du Centre d’études et de relations avec les médias,.
Décrit comme un « idéologue nationaliste », Qahtani a exercé une influence majeure sur la politique étrangère et intérieure de Mohammed ben Salmane,.
Il aurait supervisé l'assassinat de Jamal Khashoggi ainsi que d'autres interrogatoires et tortures. C'est après cet événement qu'il est renvoyé. En décembre, des responsables turcs délivrent un mandat d'arrêt à son encontre pour le meurtre de Khashoggi. Depuis mars 2019, il serait en résidence surveillée.

## Biographie

### Jeunesse
Qahtani est né à Riyad, en Arabie saoudite, le 7 juin 1978,. Il a obtenu un baccalauréat en droit de l'Université du Roi-Saoud et a obtenu le grade de sergent de la Force aérienne royale saoudienne. Qahtani a ensuite obtenu une maîtrise en justice pénale de l'Université Naif Arab pour les sciences de la sécurité (NAUSS),. 
Qahtani a auparavant travaillé comme journaliste pour Elaph et comme collaborateur pour Al Riyadh. 
Après avoir obtenu un diplôme en droit, Qahtani a travaillé comme conseiller auprès du chef adjoint de la cour royale. En 2003, il a exercé les fonctions de conseiller juridique auprès du secrétariat du prince héritier, Abdallah ben Abdelaziz Al Saoud. Au début des années 2000, Khaled al-Tuwaijri l'a engagé pour protéger la réputation de l'Arabie saoudite via une « armée électronique » En 2008, il est devenu responsable de la surveillance des médias pour la cour royale. Qahtani a beaucoup travaillé avec l'équipe de piratage informatique à des fins d'espionnage,,,. Il aurait également été actif sur les forums de hack, sous le nom d'utilisateur Nokia2mon2,,. 
Il a été officiellement nommé conseiller à la cour royale en 2012 et a été nommé ministre en 2015,,. 
Il a également été président de la Fédération saoudienne de la cybersécurité, de la programmation et des drones (SAFCSP),,. Qahtani a également siégé au conseil d'administration de l'Université du roi Abdulaziz, de la Fondation MiSK, de la Commission royale pour Al-Ula et de l'Union saoudienne pour la cybersécurité et la programmation. 

### 2016: lobbying américain, affaires étrangères
En 2016, Qahtani a signé avec deux sociétés de lobbying américaines : BGR Group « fournira des services de relations publiques et de gestion des médias » à l'institut ''The Centre'' « pour études et affaires des médias à la cour royale saoudienne], qui comprend des forums de médias traditionnels et sociaux, » pour lesquels ils devaient toucher 500 000 USD, Tandis que Squire Patton Boggs devait recevoir 100 000 USD par mois, en plus des frais personnels, pour « des conseils juridiques et stratégiques ainsi qu'un plaidoyer en faveur de la politique étrangère et des questions connexes au sein du gouvernement des États-Unis »,. 
Pendant la 2017-18 Qatar crise diplomatique, Qahtani a exhorté les citoyens saoudiens à identifier des partisans présumés du Qatar à travers le hashtag « liste noire » sur Twitter. 
Il aurait supervisé l'interrogatoire de Saad Hariri lors du conflit de 2017 entre le Liban et l'Arabie saoudite.

### Affaires internes saoudiennes
En 2017, al-Qahtani était une figure déterminante de la purge saoudienne en 2017, attirant des cibles au Ritz-Carlton, à Riyad, en organisant de fausses réunions. Qahtani aurait fait pression sur les détenus pour qu'ils signent leurs affirmations. 
En 2018, al-Qahtani aurait supervisé la torture de plusieurs militantes en Arabie saoudite. Les militants qui faisaient campagne contre le système de tutelle et le droit de conduire, auraient été victimes d'agression sexuelle, de torture électrique, de flagellation et de menaces de viol et de meurtre,. Qahtani était personnellement présent au moins pendant l'une des séances d'interrogatoire et aurait personnellement menacé de violer, d'assassiner et de jeter le corps d'un des militants dans les égouts.

### Assassinat de Jamal Khashoggi
Les services de renseignement américains ont identifié al-Qahtani comme le chef de file de l'assassinat du dissident saoudien et journaliste au Washington Post, Jamal Khashoggi al-Qahtani a agi comme chef de ce que les responsables du renseignement américains ont appelé le Groupe d'intervention rapide saoudienne, qui aurait entrepris au moins une douzaine des opérations depuis 2017. 
Qahtani était en contact avec Khashoggi depuis au moins octobre 2017, l'avertissant que ses écrits publics étaient surveillés. Qahtani aurait été impliqué dans le rapatriement de Khashoggi en Arabie saoudite, suggérant à Khashoggi de pouvoir éventuellement travailler avec le prince héritier Mohammed ben Salmane. 
Après l'assassinat de Khashoggi au consulat d'Arabie Saoudite à Istanbul le 2 octobre 2018, Qahtani a été démis de ses fonctions de superviseur des affaires médiatiques de la cour royale,, Selon des sources arabes et turques, Qahtani aurait organisé l'opération Khashoggi. Il aurait même téléphoné au consulat via Skype pour parler à Khashoggi et l'insulter avant de dire à l'équipe rassemblée : « Apportez-moi la tête du chien » Le 15 novembre 2018, le procureur de la République d'Arabie saoudite a annoncé que 11 agents avaient été inculpés dont 5 inculpés du meurtre de Khashoggi. Il a ajouté que Qahtani avait rencontré le chef de l'équipe qui avait tué Khashoggi avant son envoi en Turquie. Qahtani n'a pas été arrêté. 
Le prince Mohammed ben Salmane a échangé au moins onze messages avec al-Qahtani au cours des heures qui ont précédé et après l'assassinat de Khashoggi, ce qui a conduit l'agence de renseignement centrale à conclure que Mohammed avait ordonné l'assassinat de Khashoggi Un membre de l'équipe de frappe saoudienne, Maher Mutreb, a également appelé Qahtani pour l'informer de la fin de l'opération. Néanmoins, l’élément principal des messages échangés a toutefois été contesté par l’Arabie saoudite sur la base d’une enquête confidentielle commanditée par l’Arabie saoudite. 
En novembre 2018, les autorités saoudiennes ont confirmé qu'il faisait l'objet d'une enquête et qu'il lui était interdit de quitter le pays. Le 5 décembre 2018, le parquet général d'Istanbul a demandé et émis un mandat d'arrêt contre Saud al Qahtani pour le meurtre de Khashoggi,. Le 9 décembre, le ministre saoudien des Affaires étrangères, Adel al-Joubeir, a rejeté la demande d'extradition d'Al-Qahtani présentée par la Turquie. 
En janvier 2019, les autorités saoudiennes auraient, selon le Washington Post, refusé de confirmer l'endroit où se trouvait Al-Qahtani. Certains craignaient qu'il puisse influencer l'enquête elle-même. Dans une interview accordée à Al Jazeera, Khalil Jahshan, directeur exécutif du Centre arabe de Washington, a déclaré que la « disparition » de Qahtani était une « progression naturelle de l'enquête » menée par l'Arabie saoudite. Celle-ci servirait probablement de stratégie pour maintenir le prince héritier Mohammed ben Salmane protégé des accusations concernant l'assassinat de Khashoggi : « Ils ont mis à l'abri certains des principaux acteurs accusés d'être impliqués dans l'assassinat, que ce soit par la Turquie ou par la communauté internationale. L’intention de la campagne saoudienne à l’heure actuelle est de tenir le prince héritier à l’abri de toute accusation concernant le meurtre de Khashoggi ».
En décembre 2019, Al-Qahtani est innocenté par la justice saoudienne dans l'enquête sur l'assassinat de Khashoggi. Ce procès est toutefois considéré comme une parodie de justice par des ONG, les États-Unis, le Royaume-Uni et les pays de l'Union européenne,.
En octobre 2021, le quotidien britannique The Guardian remarque d'une part l'existence d'une campagne sur les réseaux sociaux de comptes soutenant Mohammed ben Salmane qui vise à promouvoir al-Qahtani, en le décrivant par exemple comme un « héros » et un « patriote ». D'autre part, al-Qahtani est aperçu à plusieurs reprises à la cour royale saoudienne. Ces deux élements sont considérés comme les marques de son retour auprès de son ami, le prince Mohammed ben Salmane.

## Voir également
- Ahmed Assiri (général)
- Salah Mohammed Al-Tubaigy